# Gowkaran Roopnarine
Gowkaran Roopnarine (sinh ngày 24 tháng 2 năm 1982) là 1 vận động viên cricket người Guyana sinh tại Mỹ. Anh là 1 left-handed batsman và wicket-keeper, anh chơi cho đội tuyển Mỹ từ năm 2005, với 4 trận List A matches.

## Tiểu sử
Sinh ở Guyana năm 1982, Gowkaran Roopnarine chơi trận đầu tiên cho đội tuyển Mỹ ở giải 2005 ICC Trophy. Sau trận đấu làm nóng với đội Namibia, anh chơi 4 trận ở giải này, ghi được 98 ở vị trí thứ 9 trong trận play-off với đội Oman, his highest List A score.
Anh chơi giải ICC Americas Championship ở Ontario, và trận gần nhất cho đội tuyển quốc gia ở giải Division Five của World Cricket League tại Jersey.